# Cítoliby
Cítoliby kisváros (městys) az Ústí nad Labem-i kerület Lounyi járásában Csehországban.
A település 6,82 km²-en terül el és 2006. október 2-án 1000 lakosa volt.
Cítoliby megközelítőleg 3 kilométerre fekszik Louny-tól délre, 40 km-re Ústí nad Labemtól délnyugatra és 52 km-re Prágától északnyugatra.

## Népesség
A település népessége az elmúlt években az alábbi módon változott:
| Lakosok száma | 900  | 1235 | 1325 | 1060 | 994  | 1040 | 1091 | 1099 | 1057 | 1077 |
|               | 1869 | 1900 | 1921 | 1961 | 1980 | 2014 | 2017 | 2020 | 2022 | 2025 |

## Fordítás
Ez a szócikk részben vagy egészben az Cítoliby című angol Wikipédia-szócikk ezen változatának fordításán alapul.  Az eredeti cikk szerkesztőit annak laptörténete sorolja fel. Ez a jelzés csupán a megfogalmazás eredetét és a szerzői jogokat jelzi, nem szolgál a cikkben szereplő információk forrásmegjelöléseként.